# بخش دشت عباس
بخش دشت عباس، یکی از بخش‌های شهرستان دهلران در استان ایلام ایران است. مرکز این بخش، شهر دشت عباس است.

## تقسیمات کشوری
- بخش دشت عباس
  - دهستان دشت عباس
  - دهستان ابوغویر

شهر: دشت عباس

## جمعیت
بر پایه سرشماری عمومی نفوس و مسکن در سال ۱۳۹۵، جمعیت بخش دشت عباس برابر با ۱۱٬۰۱۷ نفر بوده است.